# Ronnie Musgrove

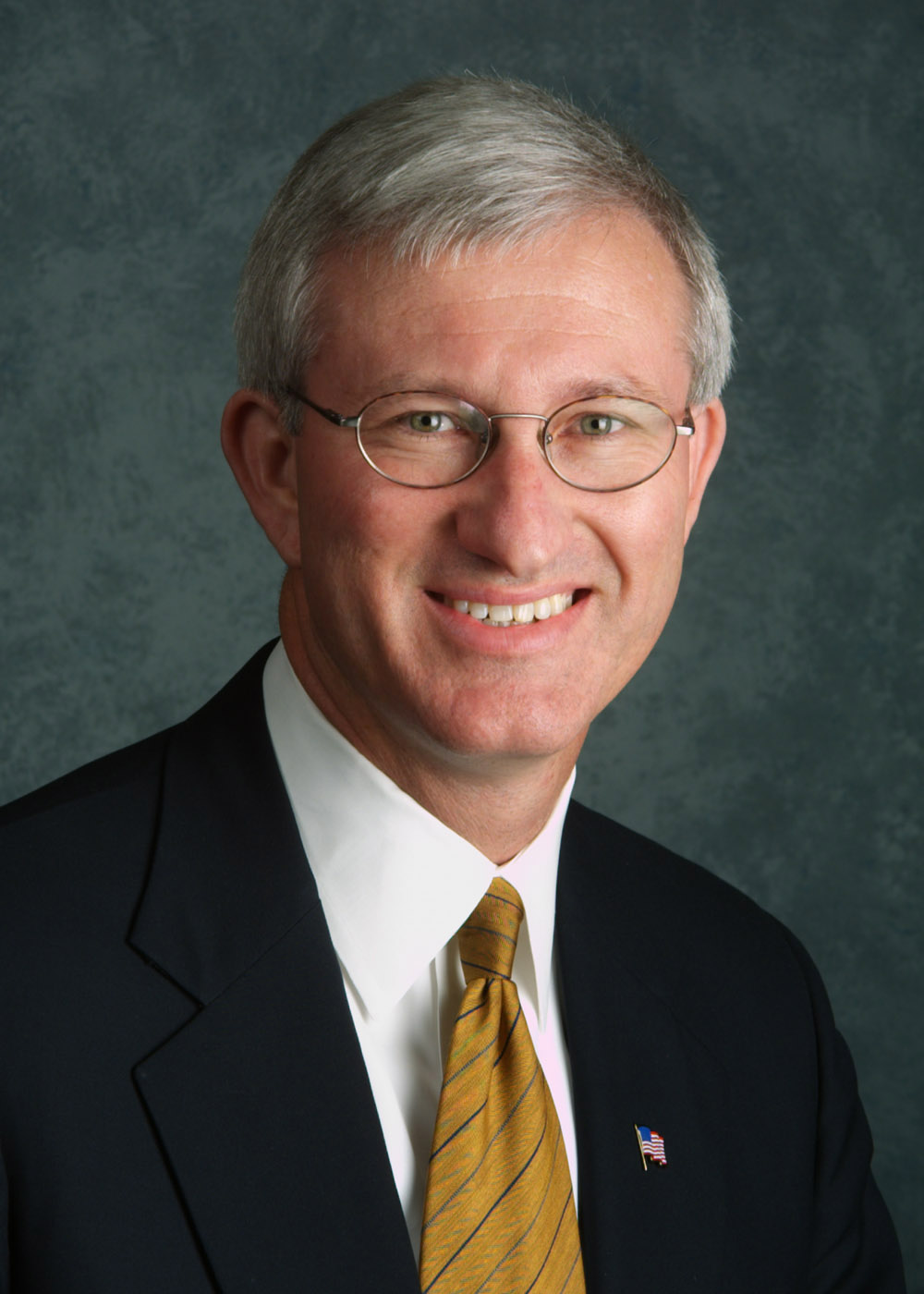
Ronnie Musgrove (2012)

David Ronald „Ronnie“ Musgrove (* 29. Juli 1956 in Tocowa, Panola County, Mississippi) ist ein US-amerikanischer Politiker. Er war von 2000 bis 2004 Gouverneur des Bundesstaates Mississippi.

## Frühe Jahre und politischer Aufstieg
Ronnie Musgrove besuchte unter anderem das Northwest Community College und die University of Mississippi, an der er Jura studierte. Einer seiner Mitstudenten war der Autor John Grisham, der Musgrove in allen seinen späteren Wahlkämpfen unterstützte. In den folgenden Jahren übte Musgrove verschiedene Ämter innerhalb der Anwaltskammer von Mississippi aus und wurde Mitglied der Demokratischen Partei. Von 1987 bis 1995 saß er im Senat von Mississippi, zwischen 1996 und dem Jahr 2000 war er als Vizegouverneur Stellvertreter von Gouverneur Kirk Fordice.

## Gouverneur von Mississippi
Im Jahr 1999 wurde Ronnie Musgrove als Kandidat seiner Partei von der Legislative zum neuen Gouverneur seines Staates gewählt. Nachdem weder er noch sein Gegenkandidat Michael Parker eine absolute Mehrheit erreicht hatten, entschied das Repräsentantenhaus von Mississippi entsprechend der Staatsverfassung über den zukünftigen Gouverneur.
Musgrove trat seine vierjährige Amtszeit am 11. Januar 2000 an. Er kümmerte sich sofort um die von seinem Vorgänger vernachlässigte Bildungspolitik. Die Lehrer erhielten die größte Gehaltserhöhung in der Geschichte des Staates. Das ganze Schulsystem wurde verbessert. In den Klassenzimmern hielt der Computer Einzug. Auch die Krankenversicherung für Kinder wurde verbessert. Im August 2000 fertigte Musgrove ein neues Beschäftigungsprogramm namens Advantage Mississippi Initiative (AMI). Trotz der auf die Terroranschläge des 11. September 2001 folgenden Wirtschaftskrise gelang es dem Gouverneur, über 52.000 neue Arbeitsplätze in Mississippi zu schaffen. Unter anderem wurde der Autokonzern Nissan dazu bewogen, dort ein Werk zu errichten. Musgrove war auch Mitglied zahlreicher Gouverneursvereinigungen. Trotz allem gelang es dem Gouverneur im Jahr 2003 nicht, wiedergewählt zu werden.

## Weiterer Lebenslauf
Nach dem Ende seiner Gouverneurszeit arbeitete Musgrove für eine Anwaltskanzlei. Im Jahr 2008 bewarb er sich erfolglos um einen Sitz im US-Senat. Heute hält er auch juristische Vorlesungen an verschiedenen Hochschulen des Staates Mississippi. Mit seiner Frau Melody Bruce hat Ronnie Musgrove vier Kinder.